# Josephine Foster
Pour les articles homonymes, voir Foster.
Josephine Foster, née le 19 avril 1974, est une auteure-compositrice-interprète américaine de folk moderne originaire du Colorado. Adolescente, elle travaillait comme chanteuse pour les mariages et les enterrements et aspirait à devenir chanteuse d'opéra.

## Discographie
- 2000 : There are Eyes Above
- 2001 : Little Life
- 2003 : SOS JFK  (The Children´s Hour)
- 2004 : Born Heller (Born Heller)
- 2004 : All the Leaves Are Gone (avec The Supposed)
- 2005 : A Diadem
- 2005 : Hazel Eyes, I Will Lead You
- 2006 : A Wolf in Sheep's Clothing
- 2007 : This Coming Gladness
- 2009 : Graphic As A Star
- 2010 : Anda Jaleo (avec The Victor Herrero Band)
- 2012 : Blood Rushing
- 2013 : I'm a Dreamer
- 2014 : Perlas (avec The Victor Herrero Band)
- 2016 : No More Lamps In The Morning